# Cavoptinus albonotatus
Cavoptinus albonotatus is een keversoort uit de familie klopkevers (Ptinidae). De wetenschappelijke naam van de soort werd in 1931 gepubliceerd door Maurice Pic.